# Wohn- und Wirtschaftsgebäude Marktstraße 28
Das ehemalige Wohn- und Wirtschaftsgebäude Marktstraße 28 in der niedersächsischen Samtgemeinde Land Hadeln, Gemeinde Otterndorf im Landkreis Cuxhaven, stammt im Kern vom Anfang des 17. Jahrhunderts. Aktuell (2024) wird es als Wohnhaus und gewerblich genutzt.
Das Gebäude steht unter Denkmalschutz (siehe auch Liste der Baudenkmale in Otterndorf).

## Geschichte und Beschreibung
Otterndorf war der Hauptort des Landes Hadeln. 1400 erhielt es von Herzog Erich von Sachsen-Lauenburg das Stadtrecht. In der Kleinstadt sind heute nur noch wenige Bauten mit einer ehemaligen landwirtschaftlichen Nutzung zu finden.
Dieses eingeschossige giebelständige Gebäude als Zweiständer-Hallenhaus in Fachwerk mit Steinausfachungen mit ziegelgedecktem Satteldach und vortretenden Rähmköpfen über den Hauptständern wurde im Kern 1606 (Inschrift) gebaut und ist eines der ältesten profanen Gebäude des Ortes. Es steht am Ende eines Stichwegs der Marktstraße. Die Außenwände sind größtenteils massiv in Backstein ersetzt worden und der überformte Giebel mit der rundbogigen Grooten Door erhielt eine regionaltypische senkrechte Verbretterung.
Das Landesdenkmalamt befand u. a.: „… eines der ältesten erhaltenen Häuser Otterndorfs, was sich auch an der Lage im Hinterbereich der giebelständigen Wohnbauten an der Markstraße erkennen lässt. … .“